# Alfred von Gescher (Politiker, 1844)
Clemens Karl Alfred Maria Gescher, ab 1900 von Gescher (* 20. Juli 1844 in Koblenz-Ehrenbreitstein; † 29. Oktober 1932 in Münster) war ein deutscher Verwaltungsjurist und Politiker. Er saß im Preußischen Abgeordnetenhaus und im Reichstag.

## Leben
Nach dem Besuch des Gymnasiums in Koblenz studierte Alfred Gescher ab 1864 Rechtswissenschaft an der Ludwig-Maximilians-Universität München. Er wurde Mitglied des Corps Isaria. Als Inaktiver wechselte er an die Rheinische Friedrich-Wilhelms-Universität Bonn und die Friedrich-Wilhelms-Universität zu Berlin. 1867 wurde er Referendar und 1872 Assessor. Im folgenden Jahr wurde Gescher Richter in Kreuznach, 1875 bis 1880 war er Staatsanwalt in Köln.
Von 1881 bis 1889 war er beurlaubt, um die Leitung der Rechtsabteilung im Auswärtigen Amt des Osmanischen Reiches zu übernehmen, ab 1883 gehörte er zusätzlich der internationalen Finanzkommission in Konstantinopel an.
Nach seiner Rückkehr nach Deutschland wurde er 1889 zunächst kommissarisch, ab 1890 offiziell Landrat im Kreis Rees. Als katholischer Konservativer konnte er bei der Reichstagswahl 1893 den Wahlkreis Düsseldorf 7 (Moers – Rees) gegen einen Zentrumskandidaten gewinnen; jedoch schloss er sich im Reichstag nicht der Fraktion der Konservativen an. Am 2. Dezember 1894 legte Gescher wegen seiner Ernennung zum Oberregierungsrat und zum Vizepräsidenten der Bezirksregierung in Düsseldorf sein Reichstagsmandat nieder. Bis 1896 blieb er in diesem Amt, war kurzfristig Vortragender Rat im Innenministerium und wurde 1897 zum Regierungspräsidenten von Münster ernannt. Im Alter von 65 Jahren ging er 1909 in den Ruhestand.
Während seiner Zeit als Regierungspräsident in Münster leitete er 1898 den Prozess der Eingemeindung umliegender Dörfer in die Stadt Münster ein. Als der Eingemeindungsprozess 1903 beendet war, war die Fläche der Stadt Münster von 10,8 Quadratkilometer auf 65,9 Quadratkilometer angewachsen.
Von 1908 bis 1918 gehörte er dem Preußischen Abgeordnetenhaus als Vertreter des Wahlkreises Münster 1 (Kreis Tecklenburg) an. Innerhalb der Fraktion der Deutschkonservativen Partei blieb er jedoch als Katholik stets Außenseiter.
Durch die Heirat mit Johanna Lucia Franziska geb. Pfeifer (1857–1934), einer Tochter des Kölner Unternehmers Emil Pfeifer (in Zuckerfabrik Pfeifer & Langen) wurde er 1884 vermögend. Er verbrachte die Jahre nach seiner Pensionierung in Münster, wo er als Mäzen zahlreicher sozialer, geselliger und gemeinnütziger Vereine das gesellschaftliche Leben der Stadt mitgestaltete. Aus der Ehe gingen vier Kinder hervor: Martha Lucie Theodore Kérimé (1887–1923), Karl Theodor Emil (* 1891), Eugen Norbert Alfred Maria (* 1892), Alfred Josef Emil Maria (1893–1979). Die Familie Gescher wohnte im Haus Mauritzheide in Münster-St. Mauritz.
Das Familiengrab war in Münster auf dem St.-Mauritz-Friedhof, jedoch erfolgte 1984 eine Umbettung auf den Friedhof bei Haus Lotten in Haselünne im Emsland. Das Haus Lotten hatte Alfred von Gescher 1902 erworben, 1905 wurde das Herrenhaus abgebrochen und durch einen Neubau ersetzt. Haus Lotten ist noch heute im Besitz der Familie von Gescher.

## Ehrungen
- Nobilitierung durch Wilhelm II. als König von Preußen (1. Januar 1900)[10]